# Semibetatropis punicea
Semibetatropis punicea är en insektsart som beskrevs av Chen, Yang och Wilson 1989. Semibetatropis punicea ingår i släktet Semibetatropis och familjen vedstritar. Inga underarter finns listade i Catalogue of Life.